# 熊谷昌治
熊谷 昌治（くまがい まさはる 1975年2月6日 - ）は、日本のパラアイスホッケー（アイススレッジホッケー）選手。日本代表メンバー。長野県飯田市出身。長野サンダーバーズ所属。
身長170cm,体重73kg,血液型B型。長野県下伊那農業高等学校を卒業。

## 人物像
幼少期よりあらゆるスポーツに取り組み活躍する。2009年夏、通勤途中に自動車との接触事故に巻き込まれ、右足下腿切断という不慮の事故に遭う。

## 所属チーム
長野県岡谷市のやまびこスケートの森を拠点とし活動する長野サンダーバーズに所属。ポジションFW。